# Tramvaiul din Szczecin
Tramvaiul din Szczecin este o rețea de transport cu tramvaie, formată din 12 linii turistice de trafic zilnic și linia turistică sezonieră "0" pe care circulă vehicule istorice. Șinele au o lungime totală de peste 119 km și ecartament de 1435 mm. Există două depouri și 12 capete de linii (inclusiv cinci aflate pe străzi). Liniile curente zilnice (cele de noapte au fost desființate în 1996) sunt exploatate de compania Tramwaje Szczecińskie sp. z.o.o, în numele Administrației de Drumuri și Transport Public, iar linia turistică de compania STMKM din propria sa inițiativă.

## Istoric
Prima linie de tramvai cu cai a fost inaugurată la Szczecin pe 27 august 1879.
Sistemul a fost electrificat, iar primul tramvai electric a circulat în oraș pe 1896. Întregul sistem a fost electrificat pe 1900.

## Linii
Rețeaua de tramvai are lungimea de 65,5 km, cu un traseu total de 119 km.
Rețeaua de tramvai din Szczecin este alcătuită din următoarele 11 linii:
|  | Traseu |
|  | --- |
|  | Osiedle Zawadzkiego ↔ Potulicka Szafera – Wojska Polskiego – Piłsudskiego – Matejki – Plac Żołnierza Polskiego – Niepodległości – 3 Maja – Narutowicza – Potulicka                                                                    |
|  | Dworzec Niebuszewo ↔ Turkusowa Orzeszkowej – Asnyka – Kołłątaja – Wyzwolenia – Niepodległości – Wyszyńskiego – Energetyków – Gdańska – Eskadrowa – Hangarowa – Jaśminowa                                                              |
|  | Osiedle Zawadzkiego ↔ Pomorzany Szafera – Arkońska – Niemierzyńska – Krasińskiego – Wyzwolenia – Niepodległości – Dworcowa – Nowa – Kolumba – Chmielewskiego – Smolańska                                                              |
|  | Osiedle Zawadzkiego ↔ Stocznia Szczecińska Szafera – Sosabowskiego – Żołnierska – Mickiewicza – Bohaterów Warszawy – Jagiellońska – Piastów – Piłsudskiego – Matejki – Malczewskiego – Parkowa – Dubois – Firlika                     |
|  | Gocław ↔ Pomorzany Lipowa – Światowida – Strzałowska – Wiszesława – Dębogórska – Ludowa – Druckiego-Lubeckiego – Stalmacha – Nocznickiego – Firlika – Łady – Jana z Kolna – Nabrzeże Wieleckie – Kolumba – Chmielewskiego – Smolańska |
|  | Osiedle Zawadzkiego ↔ Turkusowa Szafera – Sosabowskiego – Żołnierska – Mickiewicza – Bohaterów Warszawy – Krzywoustego – Plac Zwycięstwa – Wyszyńskiego – Energetyków – Gdańska – Eskadrowa – Hangarowa – Jaśminowa                   |
|  | Gumieńce ↔ Turkusowa Kwiatowa – Ku Słońcu – Sikorskiego – Krzywoustego – Plac Zwycięstwa – Wyszyńskiego – Energetyków – Gdańska – Eskadrowa – Hangarowa – Jaśminowa                                                                   |
|  | Głębokie ↔ Potulicka Wojska Polskiego – Wawrzyniaka – Bohaterów Warszawy – Krzywoustego – Plac Zwycięstwa – Niepodległości – 3 Maja – Narutowicza – Potulicka                                                                         |
|  | (Głębokie ↔) Las Arkoński ↔ Plac Rodła ↔ Gumieńce (Wojska Polskiego – Arkońska –) Niemierzyńska – Krasińskiego – Wyzwolenia – Niepodległości – Plac Zwycięstwa – Krzywoustego – Sikorskiego – Ku Słońcu – Kwiatowa                    |
|  | Ludowa ↔ Pomorzany Ludowa – Druckiego-Lubeckiego – Stalmacha – Nocznickiego – Firlika – Dubois – Parkowa – Malczewskiego – Matejki – Piłsudskiego – Piastów – Powstańców Wielkopolskich – Budziszyńska                                |
|  | Dworzec Niebuszewo ↔ Pomorzany Orzeszkowej – Asnyka – Kołłątaja – Wyzwolenia – Piłsudskiego – Piastów – Powstańców Wielkopolskich – Budziszyńska                                                                                      |

## Material rulant
|  | Tramvai                         | Număr |
|  | ------------------------------- | ----- |
|  | Konstal 105Ng/2015              | 12    |
|  | Konstal 105N2k/S/2000           | 14    |
|  | Protram 105N2k/D/2000           | 6     |
|  | Tatra KT4DtM                    | 72    |
|  | Tatra T6A2D                     | 48    |
|  | Moderus Alfa HF09               | 2     |
|  | Moderus Alfa HF10AC             | 12    |
|  | Pesa 120NaS                     | 6     |
|  | Pesa 120NaS2                    | 22    |
|  | Moderus Beta MF15AC/25AC/29ACBD | 10    |